# 332 f.Kr.

## Händelser

### Efter plats

#### Persiska riket
- Den persiske kungen Dareios III skickar vänskapsbrev till Alexander två gånger. Andra gången erbjuder han att betala en stor lösesumma för sin familj, att överlämna allt persiskt territorium väster om floden Eufrat och att gifta bort sin dotter med Alexander i utbyte mot en allians. Alexander avvisar båda breven och marscherar in i Mesopotamien.

#### Makedonien
- Kung Alexander av Makedonien ockuperar Damaskus och förstör, efter sju månaders belägring, Tyros, varvid ett stort manfall uppstår och kvinnorna och barnen säljs till slaveri.
- Parmenion lämnas i Syrien, varpå Alexander avancerar söderut utan motstånd tills han når Gaza, där kraftigt motstånd hindrar honom i två månader och han får en allvarlig axelskada vid en reträtt.
- Alexander erövrar Egypten från perserna. Egyptierna välkomnar honom som sin frälsare och den persiske satrapen Mazakes går klokt nog med på kapitulation. Alexanders erövring av Egypten medför, att han nu helt kontrollerar Medelhavets östra kust.
- Alexander ägnar vintern åt att organisera Egyptens administration, vilket innebär, att han anställer egyptiska guvernörer, medan han fortfarande låter armén stå under makedoniskt befäl.
- Alexander grundar staden Alexandria nära Nilens västra arm på en plats mellan havet och Mareotissjön, skyddad av ön Faros, och får staden planerad av den rhodiske arkitekten Deinokrates.

#### Italien
- Efter en seger över samniterna och lukanerna nära Paestum, sluter Alexander I av Epirus ett fördrag med romarna.

## Avlidna
- Stateira II, persisk drottning